# Raven Software
Raven Software è una casa di sviluppo di videogiochi per computer che ha base a Madison, nel Wisconsin (USA).
Fa parte dal 13 Ottobre 2023 degli Xbox Game Studios.

## Storia
La compagnia è stata fondata nel 1990 dai fratelli Brian e Steve Raffel. Due componenti importanti della casa, Chris Rhinehart e Ben Gokey, hanno lasciato i compagni per fondare la Human Head Studios.
Nel 1997, Raven ha firmato un contratto esclusivo con la Activision e in seguito è stata acquisita da questa. Raven ha spesso collaborato con id Software, creando molti prodotti basati sulla loro tecnologia: a partire dal secondo titolo, Shadowcaster, fino a Wolfenstein la maggior parte dei titoli realizzati sfruttano i motori grafici prodotti da id. In agosto 2009, a seguito alle scarse vendite (e a un probabile sforamento del budget) di Wolfenstein, Raven ha eliminato uno dei tre team di sviluppo del quale era composta, licenziando dai 30 ai 35 dipendenti; un ulteriore ridimensionamento è avvenuto nell'ottobre 2010 per problemi nello sviluppo di Singularity. Raven non ha più realizzato nuovi titoli ma si è concentrata nell'assistere Activision nello sviluppo della serie Call of Duty, specie per quanto riguarda la parte multigiocatore.
Il 18 gennaio 2022 Microsoft ha annunciato l’acquisizione di Activision Blizzard per 68,7 miliardi di dollari rendendo lo studio il 13 Ottobre 2023, giorno del completamento dell'acquisizione, una sussidiaria di Xbox Game Studios.

## Giochi sviluppati
- Black Crypt (1992)
- Shadowcaster (1993)
- CyClones (1994)
- Heretic (1994)
- Hexen (1995)
  - Hexen: Deathkings of the Dark Citadel (1996)
- Necrodome (1996)
- Mageslayer (1997)
- Take No Prisoners (1997)
- Hexen II (1997)
  - Hexen II: Portal of Praevus (1998)
- Heretic II (1998)
- Soldier of Fortune (2000)
- Star Trek: Voyager Elite Force (2000)
- Star Wars: Jedi Knight II: Jedi Outcast (2002)
- Soldier of Fortune II: Double Helix (2002)
- Star Wars: Jedi Knight: Jedi Academy (2003)
- X-Men Legends (2004)
- X-Men Legends II: L'Era di Apocalisse (2005)
- Quake 4 (2005)
- Marvel: La Grande Alleanza (2006)
- X-Men le origini - Wolverine (2009)
- Wolfenstein (2009)
- Singularity (2010)
- Call of Duty: Modern Warfare 3 (parte multiplayer, 2011)
- Call of Duty: Ghosts (parte multiplayer, 2013)
- Call of Duty: Advanced Warfare (2014)
- Call of Duty: Modern Warfare Remastered (2016)
- Call of Duty: Warzone (2021)